# طواف إقليم الباسك 2006
طواف إقليم الباسك 2006 هو النسخة الـ 46 من طواف إقليم الباسك وهو سباق ركوب دراجات جرى من 3 أبريل إلى 8 أبريل من سنة 2006 وتكون من ست مراحل. فاز به الإسباني خوسيه أنخل غوميز مارشنتي تلاه الإسباني الآخر أليخاندرو بالبيردي.

## الترتيب العام
|   | الدرّاج                   | البلد   | الوقت       |
| - | ------------------------ | ------- | ----------- |
| 1 | خوسيه أنخل غوميز مارشنتي | إسبانيا | 20h 31' 47" |
| 2 | أليخاندرو بالبيردي       | إسبانيا | + 7"        |
| 3 | أنطونيو كولوم            | إسبانيا | + 7"        |